# うえだ星子
うえだ 星子（うえだ せいこ、1981年12月12日 - ）は、日本の女性声優。石川県出身。アクセント所属。

## 略歴
小さい頃の夢は少し変わっており、ゴミ収集車にひょいひょいゴミを投げて入れるおじさん達の姿を見て、「カッコいいなぁ!将来はゴミ収集係のおじさん(おばさん?)になりたいなー」と思っていた時期もあったという。
小学生の頃は好きなアニメの真似をして遊んでおり、小学6年生の時には「声優になるんだ」と決めていたという。
声優になる前は旅行会社で働いていたという。当時の会社の上司、同僚には、感謝しており、働きながら養成所に通っていたため、2010年時点でも活動できるのは皆が支えてくれたおかげだという。
石川県出身で、故郷にいる時は声優学校はなかったため、上京。アクセント付属養成所シャインの第6期生。
『パプリカ』で声優デビュー。

## 人物
主に外国映画等の吹き替えを多く担当している。
資格は英検準1級、旅行業英検B級。
趣味は温泉へ行くこと、地唄三味線。特技は日舞。
座右の銘は「ありがたい」、「ご縁がある」。
尊敬する(目標とする)俳優は大竹しのぶ。

## 出演
太字はメインキャラクター。

### テレビアニメ
2006年
- 奏光のストレイン（オペレーター）
- BLACK BLOOD BROTHERS（メイド）
- 夜明け前より瑠璃色な 〜Crescent Love〜（女子生徒B）

2007年
- 電脳コイル（マユミ）

2008年
- カイバ（ナル）
- テイルズ オブ ジ アビス（メイド）
- ヤッターマン（第2作）（男の子）

2009年
- うちの3姉妹（レポーター、お姉さん）
- こばと。
- 鋼の錬金術師 FULLMETAL ALCHEMIST（ヴァネッサ）
- はじめの一歩 New Challenger

2011年
- 機動戦士ガンダムAGE（オネット・コーリー、キャスター）
- TIGER & BUNNY（ジェーン）
- NARUTO -ナルト- 疾風伝（女の子）

2012年
- 黒魔女さんが通る!!（羅門ルル）

2013年
- バトルスピリッツ ソードアイズ（母親）

2014年
- 牙狼〈GARO〉-炎の刻印-（イレーネ）
- ナノ・インベーダーズ（アンナ / エイダ）

2015年
- サザエさん（中島弘〈代役〉）

2016年
- バトルスピリッツ ダブルドライブ（茂上ひのえ）

2018年
- イナズマイレブン アレスの天秤（水戸安登未）

2019年
- フライングベイビーズ（2019年 - 2020年、千鶴先生）- 3シリーズ

2020年
- 痛いのは嫌なので防御力に極振りしたいと思います。（母親NPC）

2021年
- SCARLET NEXUS（信者）

2024年
- わんだふるぷりきゅあ!（2024年 - 2025年、えまのお母さん、狸原、小学生）

2025年
- 謎解きはディナーのあとで（三上由香）

### 劇場アニメ
- パプリカ（2006年）
- おぢいさんのランプ（2011年）
- 劇場版シティーハンター 〈新宿プライベート・アイズ〉（2019年、ナレーター）
- パウ・パトロール ザ・マイティ・ムービー(2023年)

### OVA
- COBRA THE ANIMATION ザ・サイコガン編（2008年、ユートピア・モア博士〈少女時代〉）
- “文学少女”メモワールI -夢見る少女の前奏曲-（2010年、おばさんB）

### Webアニメ
- ベイウォーリアーズ サイボーグ（2015年、ディドリ伯爵、子供B）
- 伊藤潤二『マニアック』（2023年、忍[16]）

### ゲーム
2008年
- 神代學園幻光録 クル・ヌ・ギ・ア（夜空満月）

2009年
- 鋼の錬金術師 FULLMETAL ALCHEMIST シリーズ（ヴァネッサ）
  - 鋼の錬金術師 FULLMETAL ALCHEMIST 暁の王子
  - 鋼の錬金術師 FULLMETAL ALCHEMIST 黄昏の少女

2011年
- 機動戦士ガンダム オンライン（女性パイロット1）
- ファイナルファンタジーXIII-2（チョコリーナ）
- The Elder Scrolls V: Skyrim（リディア 他）
- マクロストライアングルフロンティア（主人公〈女B〉）

2012年
- ストリートファイター X 鉄拳（風間飛鳥）
- Dishonored（ビリー・ラーク）

2013年
- ライトニング リターンズ ファイナルファンタジーXIII（チョコリーナ）
- レゴシティ アンダーカバー（ナタリア・コワルスキー）

2014年
- Diablo3 Reaper of Souls Ultimate Evil Edition（クルセイダー 他）
- マジカルアイズ -Red is for anguish-（緒川千春）

2016年
- ワールド オブ ファイナルファンタジー（チョコラッテ）
- Dishonored 2（ミーガン・フォスター〈ビリー・ラーク〉）

2017年
- Dishonored: Death of the Outsider（ビリー・ラーク）

2019年
- スターリンク バトル・フォー・アトラス （ファーン・ワイルダー）

2020年
- レインボーシックスシージ (イアナ)

2021年
- Marvel's Guardians of the Galaxy（メレディス・クイル）

### ドラマCD
- きみが恋に溺れる

### 吹き替え

#### 担当女優
ヒラリー・ダフ
- サバヨミ大作戦!（ケルシー[24]）
- ゴシップガール（オリヴィア・バーク）

ダコタ・ファニング
- エイリアニスト（サラ・ハワード)
- ニュームーン/トワイライト・サーガ(ジェーン)
- エクリプス/トワイライト・サーガ(ジェーン)
- ブレイキング・ドーン Part2/トワイライト・サーガ(ジェーン)

アリシア・ヴィキャンデル
- リリーのすべて（ゲルダ・ヴェゲネル)
- エクス・マキナ（エヴァ）

ジェイミー・チャン
- デクスター:ニュー・ブラッド（モリー・パーク）
- Mr. コーマン（エミリー）
- ラヴクラフトカントリー 恐怖の旅路（ジア）

ジェシカ・ブラウン・フィンドレイ
- ヴィクター・フランケンシュタイン（ローレライ）
- ダウントン・アビー（シビル・クローリー）
- BRAVE NEW WORLD/ブレイブ・ニュー・ワールド（レーニナ・クラウン）

#### 映画
- アイ・オリジンズ（ソフィ〈アストリッド・ベルジュ＝フリスベ〉）
- アーミー・オブ・シーブズ （ビアトリクス〈ナカイ・ノエミ〉）
- あいつはママのボーイフレンド（踊り子〈ジュリー・ロット〉）
- アメリカン・クライム (ジェニー・ライケンス〈ヘイリー・マクファーランド〉)
- ある日モテ期がやってきた（パティ〈クリステン・リッター〉）
- アルティメット2 マッスル・ネバー・ダイ
- アルビン2 シマリス3兄弟 vs. 3姉妹（ベッカ・キングストン〈ブリジット・メンドラー〉）
- アンストッパブル (ニコール・バーンズ）
- THE INFORMER/三秒間の死角（ソフィア〈アナ・デ・アルマス〉）
- ウェス・クレイヴンズ ザ・リッパー（ペネロペ〈ジーン・グレイ〉）
- ウェディング・フィーバー ゲスな男女のハワイ旅行（アリス〈アナ・ケンドリック〉）
- 宇宙人ポール（キース・ナッシュ、若いタラ）
- ウルトラ I LOVE YOU! (女性１、メガネの少女、レポーター1,2)
- エル・コルテス
- 王になった男（サウォル〈シム・ウンギョン〉[27]）※BSジャパン版
- 終わらない週末（ルース〈マイハラ〉[28]）
- 彼女の面影 (アリー〈アリソン・ブリー〉)
- ガン・シティ ～動乱のバルセロナ～
- クリスマス・カンパニー（ワンダ〈オドレイ・トトゥ〉[29]）
- クリスマスの願い事（サラ〈レイシー・チャバート〉）
- クリスマス・プリンスシリーズ（アンバー・ムーア〈ローズ・マクアイヴァー〉）
  - クリスマス・プリンス
  - クリスマス・プリンス: ロイヤル・ウェディング
  - クリスマス・プリンス: ロイヤルベイビー
- 恋するベーカリー（ギャビー・アドラー〈ゾーイ・カザン〉）
- 恋とニュースのつくり方
- （500）日のサマー（レイチェル〈クロエ・グレース・モレッツ〉）
- 呪怨 ザ・グラッジ3（ローズ）
- ザ・ファイブ・ブラッズ（ヘディ〈メラニー・ティエリー〉）
- シティ・オン・ファイアー
- ジャン＝クロード・ヴァン・ダム ファイナル・ブラッド（スザンヌ〈オータム・リーザー〉）
- 侵入する男（アニー・ハワード〈ミーガン・グッド〉）
- スクリーム4: ネクスト・ジェネレーション（レベッカ・ウォルターズ〈アリソン・ブリー〉）
- スパイキッズ4D:ワールドタイム・ミッション（デジ・バレー）
- スプリング・ブレイカーズ（キャンディ〈ヴァネッサ・ハジェンズ〉）
- スペイン一家監禁事件（イサ〈マヌエラ・ベイェス〉）
- スモッシュ（アンナ・リード〈ジリアン・ネルソン〉）
- 世界侵略: ロサンゼルス決戦
- 1408号室（ケイティ・エンズリン〈ジャスミン・ジェシカ・アンソニー〉）
- ゾンビシャーク 感染鮫（ソフィー・スティール〈スローン・コー〉）
- ZONE414 -アンドロイドシティ- (ジェーン〈マチルダ・ルッツ〉)
- ダーケストアワー 消滅（ナタリー〈オリヴィア・サールビー〉）
- デイ・シフト（ジョスリン〈ミーガン・グッド〉）
- テスター・ルーム（クリッシー・ダルトン〈エリン・リチャーズ〉）
- ノウイング
- ハードワイヤー 奪われた記憶（パンク・レッド〈タチアナ・マスラニー〉）
- ハッピー・デス・デイ（ロリ・シュペングラー〈ルビー・モディーン〉）
  - ハッピー・デス・デイ 2U
- バトル・オブ・スカイアーク（リリー）
- ハリー・ポッターと謎のプリンス
- ハリエットはティーン・スパイ
- ビッグママ・ハウス3（ミア〈ミシェル・アン〉）
- 4デイズ
- フットルース 夢に向かって
- プリティライフ2 ヘイリー・ダフの学園天国（ニナ〈マーゴ・ハーシュマン〉）
- フレネミーズ（ジュリアン〈ステファニー・スコット〉）
- ヘアスプレー（ブレンダ）
- ベスト・キッド（メイ・リン〈ハン・ウェンウェン〉）
- 暴走特急 シベリアン・エクスプレス（アビー〈ケイト・マーラ〉）
- ホワイト・ノイズ（バベット・グラドニー〈グレタ・ガーウィグ〉）
- マイ・ビッグ・ファット・ドリーム（ケイトリン）
- マスク2（リアム&ライアン・ファルコナー〈アルビー・エイブリー〉）※日本テレビ版
- 名探偵シャーロック・ノームズ（ジュリエット〈エミリー・ブラント〉）
- 元カレとツイラクだけは絶対に避けたい件（サラ〈アリソン・ウィリアムズ〉）
- ラブ・アゲイン（エイミー・ジョンソン〈クリスタル・リード〉、マディソン〈ジュリアナ・ギル〉）
- レッド・ライト（サリー・オーウェン〈エリザベス・オルセン〉）
- ローガン・ラッキー（シルヴィア・ハリソン〈キャサリン・ウォーターストン〉）

#### ドラマ
- アイアン・フィスト（メアリー・ウォーカー〈アリス・イヴ〉）
- iCarly
- 赤と黒（ムン・ウォニン〈シム・ウンギョン〉[30]）※NHK放送分
- アグリー・ベティシーズン3 #23（クロエ〈ドリーマ・ウォーカー〉）
- ER緊急救命室 シーズン13 - 15（サラ・ライリー〈クロエ・グリーンフィールド〉）
- 倚天屠龍記（小昭〈何琢言〉、韓姫）
- 愛しのホロ（ソヨン〈コ・ソンヒ〉）
- インコーポレイテッド（ローラ・ラーソン〈アリソン・ミラー〉）
- VINYL‐ヴァイナル- Sex,Drugs,Rock'n'Roll&NY（ジェイミー・ヴァイン〈ジュノー・テンプル〉）
- ウィズ・ラブ　(リリー〈エメロード・トビア〉)
- ヴェロニカ・マーズ（パーカー・リー〈ジュリー・ゴンザロ〉）
- ウォリアー（マイ・リン〈ダイアン・ドーン〉）
- 王女ピョンガン 月が浮かぶ川（チン王妃〈ワン・ビンナ〉[31]）
- オクニョ 運命の女（ユン・シネ〈キム・スヨン（中国語版）〉[32]）
- お願い、キャプテン（ホン・ミジュ〈クララ〉）
- 女の香り（イム・セギョン〈ソ・ヒョリム〉）
- 奇皇后 〜ふたつの愛 涙の誓い〜（タナシルリ〈ペク・ジニ〉）
- THE KILLING/キリング（ナナ・ビルク・ラールセン〈ジュリー・オェルガード〉、カリーナ・モンク・ヤアアンセン〈シャロテ・グルベア〉）
- 救命医ハンク セレブ診療ファイル（ベス）
- glee/グリー（ベイリー）
- クロスボーンズ/黒ひげの野望（ケイト・バルフォア〈クレア・フォイ〉）
- 刑事モース〜オックスフォード事件簿〜
- ケイティ・キーン（ペッパー・スミス〈ジュリア・チャン〉）
- 階伯〔ケベク〕（モク・ウンゴ〈ソン・ジヒョ〉）
- 検事プリンセス（チン・ジョンソン〈チェ・ソンヒョン〉）
- コーヒープリンス1号店
- コールドケース6（マリサ・ダミーコ）
- コールドケース7 ザ・ファイナル（ヴィヴィアン・リン）
- ゴシップガール（オリヴィア・バーク〈ヒラリー・ダフ〉）
- 個人の趣向（ナ・ヘミ〈チェ・ウンソ〉）
- コバート・アフェア シーズン2（エマーソン）
- ザ・ディープ 深海からの脱出（スヴェトラーナ）
- ザ・ケープ 漆黒のヒーロー（ライラ）
- サニーwithチャンス (ペネロピ)
- サバヨミ大作戦!（ケルシー〈ヒラリー・ダフ〉[24]）
- ザ・ルーク（ミファニー・トーマス〈エマ・グリーンウェル〉）
- しあわせの処方箋（ケリー・エプソン）
- CSI:10 科学捜査班（射撃場の女）
- CSI:11 科学捜査班 #4
- CSI:ニューヨーク7 #17（オリヴィア・プレスコット〈カサンドラ・ジーン〉）
- CSI:マイアミ9 #11（レイチェル・ブルックス）
- SHERLOCK（シャーロック）（アンシア）
- 主任警部アラン・バンクス（ルース・ウォーカー）
- 新ビバリーヒルズ青春白書（エミリー、アレクサ）
- SUITS/スーツ（ジェニー・グリフィス〈ヴァネッサ・レイ〉、ジョアンナ・ウェブスター、ローレン・パール〈ナザニン・ボニアディ〉）
- スキップ・ビート! 〜華麗的挑戦〜
- Sick Note ～診断書で人生復活?!～２ （カテリーナ〈リンジー・ローハン〉）
- スパルタカス（ナエウィア〈レスリー・アン・ブラント〉）
- スパルタカス ゴッド・オブ・アリーナ（ナエウィア〈レスリー・アン・ブラント〉）
- 製パン王 キム・タック（シン・ユギョン〈ユジン〉[33]）
- TOUCH/タッチ（ミヨコ）
- ダメージ3（テッサ・マルケッティ）
- チャームド 〜魔女3姉妹〜
- 清潭洞アリス（ハン・セギョン〈ムン・グニョン〉）
- チング 〜愛と友情の絆〜（ソン・ソンエ〈ペ・グリン〉）
- デイナの恐竜図鑑(エバ・ジェイン)
- デクスター 〜警察官は殺人鬼（ジェイミー・バティスタ〈エイミー・ガルシア〉）
- デッド・インパクト 処刑捜査（エイミー）
- 鉄の王 キム・スロ（アヒョ、アニ[34]）
- DEVILS〜金融の悪魔〜（ソフィア・フロレス〈ライア・コスタ〉[35]）
- 天才学級アント・ファーム（レクシー・リード〈ステファニー・スコット〉）
- 天使の誘惑（ユン・ジェヒ〈ホン・スヒョン〉）
- Dr.HOUSE (マーサ・M・マスターズ〈アンバー・タンブリン〉)
- トンイ（ウングム〈ハン・ダミン〉）
- ナース・ジャッキー（ケイトリン）
- ニューハート（キム・ミミ）
- 花ざかりの君たちへ For You Full Blossom（ク・ジェヒ〈ソルリ〉）
- パラダイス牧場（パク・ジニョン）
- HAWAII FIVE-0 シーズン4（アンバー〈リリー・シモンズ〉）
- ファーストレディ（アナ・ルーズベルト〈ケイリー・スピーニー〉[36]）
- フォーリング スカイズ（ルーデス〈セイチェル・ガブリエル〉）
- プッシング・デイジー 〜恋するパイメーカー〜（エリース）
- プライベート・プラベティクス4（シモーン）
- ブラザーズ&シスターズ（バークリー、ケヴィンの妻）
- FRINGE/フリンジ（ヘンリエッタ〈ジョージナ・ヘイグ〉）
- 分別と多感（マリアンヌ〈チャリティー・ウェイクフィールド〉）
- ベルグレービア 秘密だらけの邸宅街（スーザン・トレンチャード〈アリス・イヴ〉[37]）
- ボストン・リーガル（メリッサ・ヒューズ、アランの秘書）
- マクマフィア（レベッカ・ハーパー〈ジュリエット・ライランス〉）
- ミスター・メルセデス（ホリー・ギブニー）
- 名探偵ポワロ ハロウィーン・パーティー（ミランダ・バトラー[38]）
- YOU ー君がすべてー４　(フィービー)
- ユーリカ シーズン3（マリア・レオナルド博士）
- ラヴクラフトカントリー 恐怖の旅路（Ji-Ah〈ジェイミー・チャン〉）
- レバレッジ 〜詐欺師たちの流儀（パーカー〈ベス・リースグラフ〉）
- ロマノフ家の末裔 〜それぞれの人生〜 第4話「秘密の重み」（エラ・ホプキンズ〈エミリー・ラッド〉）
- 恋愛マニュアル〜まだ結婚したい女（チョン・ダジョン〈オム・ジウォン〉）
- 私はラブ・リーガル3（ジュリア）

#### アニメ
- アーサー・クリスマスの大冒険（妖精スミス一等兵）
- シュガー・ラッシュ（プレイヤーの女の子）
- ねずみの騎士デスペローの物語（ピー姫[39]）
- ホートン/ふしぎな世界のダレダーレ
- ぼくらベアベアーズ（ルーシー）
- モンスター・イン・パリ 響け!僕らの歌声（ルシール）
- モンスター・ホテル ザ・シリーズ（メイヴィス）

### 全天周プラネタリウム映画
- はじめてのそら 2010年
- ETERNAL RETURN いのちを継ぐもの（はるか）2012年
- 流れ星のひみつ（つくばエキスポセンター）2015年
- 宙語り（宙くん 福岡市科学館）2018年 -

### ラジオ
- うえだ星子のキラキラ☆韓国ロック（むさしのFM 2012年9月20日 - 2013年3月14日 → セカンドラン：DARAZ FM 2013年4月3日 - 9月11日）
- Amanekチャンネル（2016年7月2日 - 2017年12月31日）[40][41]

### ナレーション
- 映画「99％、いつも曇り」予告ナレーション
- Audible朗読　稲垣えみ子「魂の退社ー会社を辞めるということ。」
- 練馬区立美術館「日本のなかのマネ」展
- 新宿御苑ミュージアム内シアター展示
- apple TV+「マネー～彼女が手に入れたもの～」音声ガイド
- Amazon prime video　DREAMS COME TRUE 「Unveil」
- 旅チャンネル「のんが行く！東北ふれあい旅」
- 映画「もみの家」DVD バリアフリー音声ガイド
- BS世界のドキュメンタリー「絵文字 知られざる舞台裏」
- ディズニー＋「知られざるイルカの世界 Diving with Dolphins」
- 『Love music』特別編 MY FIRST STORY（2019年9月16日）
- 映画「ONE PIECE FILM GOLD」公開記念特別番組 「人生に大切なことはすべて『ONE PIECE』から教わった」（オープニングナレーション）
- NONFIX 日本映画が見たい〜忘れられた「聞こえない人達」の存在〜